# Antoine Roine
Amy Antoine Roïné , né le 16 avril 1992 en Nouvelle-Calédonie, est un footballeur international néo-calédonien. Il évolue actuellement au poste d'attaquant au Hienghène Sport.

## Carrière
Avec Hienghène Sports, Antoine Roine inscrit l'unique but de la finale de la Ligue des champions de l'OFC 2019 remportée face à l'AS Magenta.
Ce titre continental qualifie son club pour la Coupe du monde des clubs de la FIFA 2019, où il inscrit un but en barrage contre le club qatari de l'Al-Sadd SC.
Il reçoit sa première sélection en équipe de Nouvelle-Calédonie le 14 novembre 2018, en amical contre le Vanuatu. Il inscrit un but à cette occasion (victoire 0-1). Trois jours plus tard, il récidive en marquant de nouveau contre le Vanuatu (2-2).

## Palmarès
- Avec  Hienghène Sports
  - Vainqueur de la Ligue des champions de l'OFC en 2019
  - Champion de Nouvelle-Calédonie en 2019
  - Vainqueur de la coupe de Nouvelle-Calédonie en 2019